# Kościół Prezbiteriański USA
Kościół Prezbiteriański USA (ang. Presbyterian Church (USA) – PC(USA)) – denominacja protestancka wyznania kalwińskiego. Jest największym kościołem prezbiteriańskim w Stanach Zjednoczonych. 
W momencie założenia denominacja liczyła ponad 3,1 mln członków. Liczba członków PC(USA) stale spada od czasu utworzenia tej denominacji w 1983 roku. Kościół został utworzony przez zjednoczenie dwóch różnych wspólnot prezbiteriańskich: Kościoła Prezbiteriańskiego w USA (PCUS) i Zjednoczonego Kościoła Prezbiteriańskiego w USA (UPCUSA). Ostatni odnotowany wzrost członkostwa dla tych dwóch połączonych poprzedników PC(USA) miał miejsce w 1965 roku. W ostatnich latach członkostwo i frekwencja gwałtownie spadają. W latach 2000–2020 członkostwo denominacji spadło o połowę z 2,5 mln do 1,25 mln.
Siedziba Kościoła znajduje się w Louisville. Kościół jest członkiem Narodowej Rady Kościołów w Stanach Zjednoczonych, Światowej Wspólnoty Kościołów Reformowanych i Światowej Rady Kościołów.
PC(USA) w przeciwieństwie do Kościoła Prezbiteriańskiego w Ameryce (PCA) jest silnie postępowy, ordynuje na duchownych kobiety, a także zezwala na rozwody, bez ponoszenia żadnej odpowiedzialności. 
W 2011 roku, po 33 latach debaty Kościół Prezbiteriański USA zagłosował za zmianą swojej konstytucji i zezwoleniem homoseksualistom w związkach jednopłciowych na przyjmowanie święceń duchownych, starszych i diakonów.
W 2012 roku wyodrębniła się z niego konserwatywna denominacja – ECO: Przymierze Ewangelikalnych Prezbiterian. 